# Chế độ tỷ giá hối đoái
Chế độ tỷ giá hối đoái là cách thức một đất nước quản lý đồng tiền của mình liên quan đến các đồng tiền nước ngoài và quản lý thị trường ngoại hối.
Chế độ tỷ giá hối đoái ở mỗi nước và mỗi thời kỳ có thể khác nhau, song về cơ bản là chế độ tỷ giá "thả nổi" theo đó thị trường quy định những biến động của tỷ giá hối đoái, hoặc ngược lại hoàn toàn là chế độ tỷ giá hối đoái "cố định" theo đó nhà nước sẽ can thiệp để tỷ giá hối đoái giữa đồng tiền của nước mình với đồng tiền (các) nước khác không đổi, hoặc là một chế độ nằm giữa hai giải pháp góc đó.

## Tỷ giá thả nổi hoàn toàn
Chế độ tỷ giá thả nổi hoàn toàn hay còn gọi là chế độ tỷ giá linh hoạt là một chế độ trong đó giá trị của một đồng tiền được phép dao động trên thị trường ngoại hối. Đồng tiền sử dụng chế độ tỷ giá thả nổi được gọi là một đồng tiền thả nổi.
Nói chung, các nhà kinh tế đều cho rằng, trong phần lớn trường hợp, chế độ tỷ giá thả nổi tốt hơn chế độ tỷ giá cố định bởi vì tỷ giá thả nổi nhạy với thị trường ngoại hối. Điều này cho phép làm dịu tác động của các cú sốc và chu kỳ kinh doanh nước ngoài. Thêm vào đó, nó không bóp méo các hoạt động kinh tế.

## Tỷ giá cố định
Tỷ giá hối đoái cố định, đôi khi còn được gọi là tỷ giá hối đoái neo, là một kiểu chế độ tỷ giá hối đoái trong đó giá trị của một đồng tiền được gắn với giá trị của một đồng tiền khác hay với một rổ các đồng tiền khác, hay với một thước đo giá trị khác, như vàng chẳng hạn. Khi giá trị tham khảo tăng hoặc giảm, thì giá trị của đồng tiền neo vào cũng tăng hoặc giảm. Đồng tiền sử dụng chế độ tỷ giá hối đoái cố định gọi là đồng tiền cố định. Tỷ giá hối đoái cố định là một lựa chọn chế độ tỷ giá ngược hoàn toàn với tỷ giá hối đoái thả nổi.
Mặc dù việc thực hiện chế độ tỷ giá hối đoái thả nổi sẽ hạn chế khả năng của chính phủ trong vận hành một chính sách tiền tệ nội địa độc lập nhằm duy trì ổn định kinh tế trong nước, song trong thực tế, nhiều chính phủ vẫn thích chế độ tỷ giá hối đoái cố định bởi nó tạo ra sự ổn định. Trong lịch sử, từ sau Chiến tranh Thế giới thứ hai đã từng tồn tại hệ thống Bretton Woods cho phép Tây Âu và Nhật Bản có được tỷ giá cố định so với dollar Mỹ cho đến tận năm 1970. Gần đây, Trung Quốc, Hong Kong và Malaysia đã rất thành công trong việc duy trì tỷ giá hối đoái cố định để giữ ổn định kinh tế trong nước. Đồng euro hiện nay cũng có thể được xem là một chế độ tỷ giá hối đoái cố định giữa các quốc gia châu Âu tham gia.
Nhiều quan điểm cho rằng tỷ giá hối đoái cố định quá cứng nhắc nên che mất những thông tin cần thiết cho thị trường hoạt động đúng hướng. Đó là vì đồng tiền không còn thể hiện giá trị thị trường thực của chúng. Sự che đậy thông tin này tạo ra tính không chắc chắn, kích thích các kẻ đầu cơ "tấn công" các đồng tiền cố định và nhiều nước sẽ mất sạch cả dự trữ ngoại hối khi cố gắng bảo vệ đồng tiền của mình chứ không chịu để nó mất giá. Thái Lan trong cuộc khủng hoảng tài chính châu Á là một trường hợp như vậy.

## Thả nổi có điều tiết
Chế độ tỷ giá thả nổi có điều tiết là chế độ mà trong đó tỉ giá biến động theo quan hệ cung cầu trên thị trường và ngân hàng trung ương có tiến hành can thiệp trên thị trường ngoại hối nhằm ảnh hưởng lên tỉ giá nhưng ngân hàng trung ương không cam kết duy trì một tỉ giá cố định hay biên độ dao động nào xung quanh tỉ giá trung tâm.
Chế độ tỉ giá thả nổi có quản lí là sự dung hòa giữa chế độ tỉ giá cố định và chế độ tỉ giá thả nổi tự do. Vì vậy, nó kết hợp được những ưu điểm của cả hai chế độ nhưng đồng thời cũng cho những hạn chế nhất định.
Chế độ này có ưu điểm là tỉ giá tương đối ổn định do đó góp phần ổn định kinh tế, thúc đẩy các quan hệ kinh tế quốc tế. Đảm bảo tính độc lập tương đối của chính sách tiền tệ, hạn chế được những ảnh hưởng do các cú sốc từ bên ngoài đến với kinh tế.
Nhưng để duy trì chế độ này, ngân hàng trung ương cũng phải có lượng ngoại tệ đủ mạnh để can thiệp vào thị trường khi cần thiết và phải xác định mức độ can thiệp phù hợp, nếu không sẽ trở thành chế độ tỉ giá cố định.
Mặc dù lý thuyết nói chế độ tỷ giá hối đoái thả nổi tốt hơn, nhưng trong thực tế không có một đồng tiền nào được thả nổi hoàn toàn, vì nó quá bất ổn định. Tuy chế độ tỷ giá hối đoái cố định tạo ra sự ổn định, song việc thực hiện các biện pháp chính sách nhằm giữ cho tỷ giá hối đoái cố định tương đối khó khăn và tốn kém, và trên hết là chế độ này làm cho chính sách tiền tệ trở nên vô hiệu lực. Chính vì thế, chỉ một số ít đồng tiền trên thế giới sử dụng chế độ tỷ giá hối đoái cố định. Hầu hết các đồng tiền trên thế giới sử dụng chế độ tỷ giá thả nổi, nhưng chính phủ sẽ can thiệp để tỷ giá không hoàn toàn phản ứng theo thị trường. (Xem bài riêng về Chính sách can thiệp tỷ giá hối đoái)